# Joan Oró
Joan Oró i Florensa (Lleida, 26 ottobre 1923 – Barcellona, 2 settembre 2004) è stato un biochimico spagnolo noto per le sue ricerche sull'origine della vita.

## Biografia
Completati i suoi studi universitari in biochimica presso l'Università di Barcellona, Oró si trasferì negli Stati Uniti nel 1952, a causa delle scarse risorse scientifiche offerte dal mondo accademico spagnolo in quel momento. Quattro anni più tardi conseguì il dottorato di ricerca in biochimica a Houston. Divenne professore ordinario alla Houston University nel 1955 dove fondò e diresse il dipartimento di biochimica e biofisica. Dal 1960 ha lavorato con la NASA sulle missioni Viking che esploravano il pianeta Marte. Il suo lavoro è stato essenziale nell'analisi di campioni di suolo marziano. Partecipò attivamente alla vita politica dopo la fine della dittatura di Franco in qualità di membro del Parlamento della Catalogna.
Uno dei suoi più importanti contributi agli studi sull'origine della vita, fu la sintesi dell'adenina, una delle quattro basi azotate che formano i nucleotidi degli acidi nucleici DNA e RNA, a partire da sostanze inorganiche, ammoniaca e acido cianidrico in soluzione acquosa.